# Heinrich George
Heinrich George, nato Georg August Friedrich Hermann Schulz (Stettino, 9 ottobre 1893 – Oranienburg, 25 settembre 1946), è stato un attore tedesco.
Ottenne alcuni dei suoi primi ruoli sul grande schermo nei film di Fritz Lang Metropolis (1927) e Berlin Alexanderplatz (1931). Apparve anche nel film Dreyfus (1930).
È famoso per aver messo in gravi difficoltà un giovane Bertolt Brecht alla sua prima regia teatrale, un allestimento di Parricida di Arnolt Bronnen (1922), rifiutandosi di continuare a lavorare con lui.
Prima della presa del potere da parte dei nazisti era stato membro attivo del Partito Comunista Tedesco e di conseguenza non gli fu permesso di continuare a lavorare e venne inserito in una lista di attori "indesiderabili". Alla fine però venne a patti con il nuovo regime e durante la seconda guerra mondiale interpretò un certo numero di film di propaganda come Süss l'ebreo e La cittadella degli eroi.
Morì di fame nel 1946 nel campo di concentramento sovietico di Sachsenhausen, poco a nord di Berlino, anche se la versione ufficiale disse che perse la vita in seguito ad un intervento di appendicectomia.
Nel 1994, dopo il crollo del regime comunista e il ritiro delle truppe di occupazione sovietiche dalla Germania, nella zona del campo furono trovati migliaia di corpi. Quello di Heinrich George poté essere identificato grazie alla comparazione del suo DNA con quello del figlio Götz George, divenuto anch'egli attore.

## Filmografia
- Der Roman der Christine von Herre, regia di Ludwig Berger (1921)
- Lady Hamilton, regia di Richard Oswald (1921)
- Kean, regia di Rudolf Biebrach (1921)
- Fridericus Rex - 1. Teil: Sturm und Drang, regia di Arzén von Cserépy (1922)
- Lucrezia Borgia, regia di Richard Oswald (1922)
- Lola Montez, die Tänzerin des Königs, regia di Willi Wolff (1922)
- Die Perlen der Lady Harrison, regia di Heinz Herald (1922)
- Erdgeist, regia di Leopold Jessner (1923)
- Fridericus Rex - 4. Teil: Schicksalswende, regia di Arzén von Cserépy (1923)
- Das fränkische Lied, regia di Hubert Moest e Friedrich Weissenberg (1923)
- Der Mensch am Wege, regia di Wilhelm Dieterle (William Dieterle) (1923)
- Quarantäne, regia di Max Mack (1923)
- Die Sonne von St. Moritz, regia di Hubert Moest e Friedrich Weissenberg (1923)
- Steuerlos, regia di Gennaro Righelli (1924)
- Soll und Haben, regia di Carl Wilhelm (1924)
- Zwischen Morgen und Morgen, regia di Friedrich von Maydell (1924)
- She, regia di Leander De Cordova e G.B. Samuelson (1925)
- Überflüssige Menschen, regia di Aleksandr Razumnyj (1926)
- Die versunkene Flotte, regia di Graham Hewett e Manfred Noa (1926)
- Das Panzergewölbe, regia di Lupu Pick (1926)
- Metropolis, regia di Fritz Lang (1927)
- Das Meer, regia di Peter Paul Felner (1927)
- Bigamie, regia di Jaap Speyer (1927)
- Die Ausgestoßenen, regia di Martin Berger (1927)
- Orientexpress, regia di Wilhelm Thiele (1927)
- Die Leibeigenen, regia di Richard Eichberg (1928)
- Schmutziges Geld, regia di Richard Eichberg (1928)
- Die Dame mit der Maske, regia di Wilhelm Thiele (1928)
- Rutschbahn, regia di Richard Eichberg (1928)
- Das letzte Souper, regia di Mario Bonnard (1928)
- Kinder der Straße, regia di Carl Boese (1929)
- Der Mann mit dem Laubfrosch, regia di Gerhard Lamprecht (1929)
- L'ultimo forte (Das letzte Fort), regia di Kurt Bernhardt (Curtis Bernhardt) (1929)
- Manolescu (Manolescu - Der König der Hochstapler), regia di Viktor Turžanskij (1929)
- Der Sträfling aus Stambul, regia di Gustav Ucicky (1929)
- Sprengbagger 1010, regia di Carl Ludwig Achaz-Duisberg (1929)
- Der Andere, regia di Robert Wiene (1930)
- Dreyfus, regia di Richard Oswald (1930)
- Fortunale sulla scogliera (Menschen im Käfig), regia di Ewald André Dupont
- 1914, die letzten Tage vor dem Weltbrand, regia di Richard Oswald (1931)
- Notti sul Bosforo (Der Mann, der den Mord beging), regia di Kurt Bernhardt (1931)
- Menschen hinter Gittern, regia di Pál Fejös (1931)
- Berlin Alexanderplatz, regia di Phil Jutzi (1931)
- Goethe lebt...!, regia di Eberhard Frowein (1932)
- Das Meer ruft, regia di Hans Hinrich (1933)
- Schleppzug M 17, regia di Heinrich George e Werner Hochbaum (1933)
- Hitlerjunge Quex: Ein Film vom Opfergeist der deutschen Jugend, regia di Hans Steinhoff (1933)
- Giovinezza (Reifende Jugend), regia di Carl Froelich (1933)
- Hermine und die sieben Aufrechten, regia di Frank Wisbar (come Frank Wysbar) (1935)
- Giovanna d'Arco (Das Mädchen Johanna), regia di Gustav Ucicky (1935)
- Notte di carnevale (Nacht der Verwandlung), regia di Hans Deppe (1935)
- Le colonne della società, regia di Detlef Sierck (Douglas Sirk) (1935)
- Grande e piccolo mondo (Die große und die kleine Welt), regia di Johannes Riemann (1936)
- Wenn der Hahn kräht, regia di Carl Froelich (1936)
- I cosacchi del Volga (Stjenka Rasin), regia di Alexandre Volkoff (1936)
- Ball im Metropol, regia di Frank Wisbar (come Frank Wysbar) (1937)
- Non promettermi nulla (Versprich mir nichts!), regia di Wolfgang Liebeneiner (1937)
- Battaglione d'assalto (Unternehmen Michael), regia di Karl Ritter (1937)
- Ein Volksfeind, regia di Hans Steinhoff (1937)
- Der Biberpelz, regia di Jürgen von Alten (1937)
- Un'ora di felicità (Frau Sylvelin), regia di Herbert Maisch (1938)
- Casa paterna (Heimat), regia di Carl Froelich (1938)
- L'accusato di Norimberga (Das unsterbliche Herz), regia di Veit Harlan (1939)
- Un caso sensazionale (Sensationsprozess Casilla), regia di Eduard von Borsody (1939)
- Il postiglione della steppa (Der Postmeister), regia di Gustav Ucicky (1940)
- Süss l'ebreo (Jud Süß), regia di Veit Harlan (1940)
- I masnadieri (Friedrich Schiller - Der Triumph eines Genies), regia di Herbert Maisch (1940)
- Die Räuber, regia di Herbert Maisch (1940)
- Pedro soll hängen, regia di Veit Harlan (1941)
- Destino, regia di Géza von Bolváry (1942)
- Alba d'amore (Hochzeit auf Bärenhof), regia di Carl Froelich (1942)
- Andreas Schlüter, regia di Herbert Maisch (1942)
- La grande ombra (Der große Schatten) , regia di Paul Verhoeven (1942)
- Wien 1910, regia di E. W. Emo (1943)
- Der Verteidiger hat das Wort regia di Werner Klingler
- Die Degenhardts, regia di Werner Klingler (1944)
- La cittadella degli eroi (Kolberg), regia di Veit Harlan e (non accreditato) Wolfgang Liebeneiner (1945)
- Dr. phil. Doederlein, regia di Werner Klingler (1945)
- Das Mädchen Juanita, regia di Wolfgang Staudte (1945)
- Das Leben geht weiter, regia di Wolfgang Liebeneiner (1945)